# トルトゥーガ島

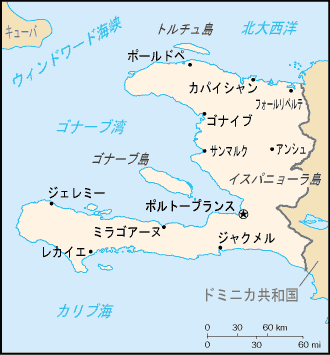
トルトゥーガ島（トルチュ島）はイスパニョーラ島の北方に位置する

トルトゥーガ島（スペイン語: Isla Tortuga）は、カリブ海北部ハイチの島。フランス語の名称はトルテュ島（Île de la Tortue）、ハイチ語ではラトーチュ（Latòti）。ポールドペの沖合にあり、人口は3万8868人（2015年）。17世紀に海賊で栄えた島として有名。

## 海賊の時代
イスパニョーラ島の北西沖にある亀の形をしたこの島は、天然の良港と水に恵まれている。ここを拠点とすれば、スペイン輸送船の航路であるエスパニョーラ島とキューバとの間のウィンドワード海峡を抑えることができたことから、17世紀前半からは海賊（バッカニア）たちの溜り場となった。
1625年にイギリスとフランスの海賊たちが入植し、1629年にはファドリケ・デ・トレド率いるスペイン軍が占領し砦を築いたが、翌年にフランス人に奪われ、フランス人は港にロシェル砦を築いた。島はフランスとイギリスに2分され、遅れてオランダもやってきた。海賊たちは共同生活を行い、彼らが気前よく浪費するために歓楽街も発達した。1633年には最初の黒人奴隷が到着した。だが治安は悪く、「世界の掃き溜め」などと呼ばれていた。スペイン海軍は海賊たちを一網打尽にしようと何度か軍艦を送り占領したが、すぐに奪い返された。1645年にはフランスが海賊の定着を図り、1,650人の娼婦を輸入した。1670年代から海賊の時代に陰りが見え始め、島から木材を切り出して貿易を行う者が出だした。ウェールズ出身の海賊ヘンリー・モーガンも船員を募りに島を訪れた。
海賊の勢力は、1680年にイングランド法で外国船での海賊行為が禁じられたため衰退した。1684年のレーゲンスブルクの和約でフランスとスペインが和平を結び、海賊が略奪の対象を失うと、海賊達はかつての味方と敵対し合うようになった。また1697年には、レイスウェイク条約でサン＝ドマングの領有権はフランスに移された。

## 大衆文化
後世において、17-18世紀のカリブの海賊を題材とした多くの作品が作られ、その中でトルトゥーガ島も海賊たちの拠点の1つとして登場する。2003年から始まる映画のパイレーツ・オブ・カリビアンシリーズでは、海の荒くれ者が集う場として登場している。

## 関連項目

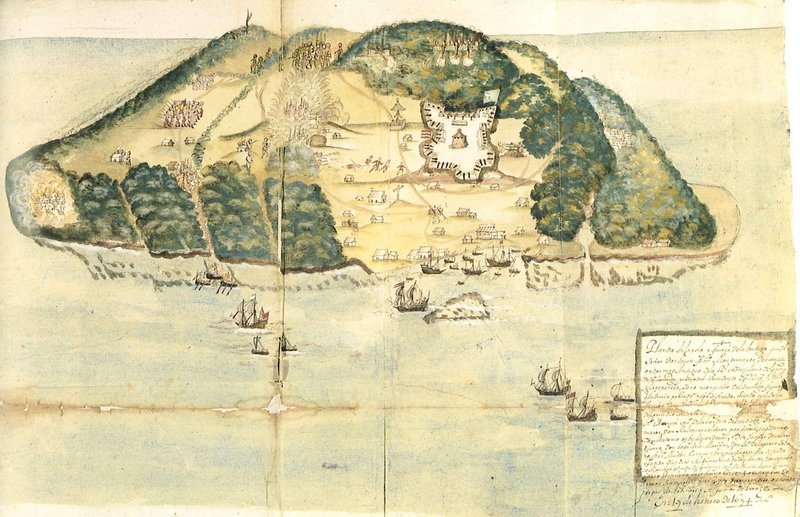
トルチュ島を描いた17世紀の絵図

## 脚註
1. ↑  Schutt-Ainé, Patricia; Staff of Librairie Au Service de la Culture (1994). Haiti: A Basic Reference Book. Miami, Florida: Librairie Au Service de la Culture. pp. 20. ISBN 0-9638599-0-0
2. ↑  “Haiti.Fandom”. 2023年6月15日閲覧。
3. ↑  “Method of Securing the Ports and Populations of All the Coasts of the Indies”. World Digital Library (1694年). 2013年8月30日閲覧。